# یوئیچی ایگوچی
یوئیچی ایگوچی (انگلیسی: Yūichi Iguchi; ۲۲ فوریهٔ ۱۹۸۱ – ) صداپیشگی در ژاپن اهل ژاپن بود.